# Физалис перуанский
Физалис перуанский, или капский крыжовник, или перуанская вишня, или земляничный томат (лат. Physalis peruviana) — плодовый кустарник семейства Паслёновые.

## Описание

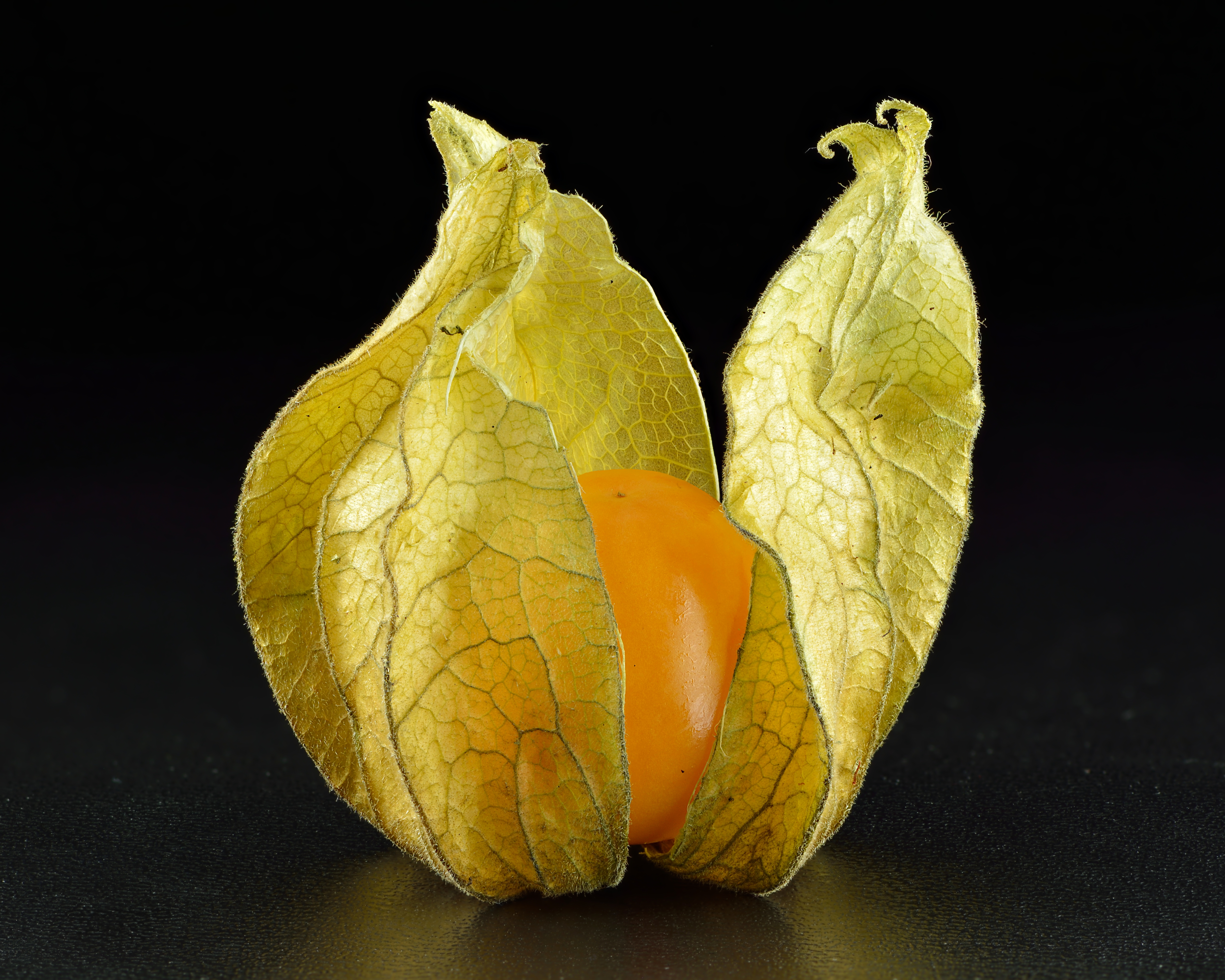
Плод Физалиса перуанского

Физалис перуанский — травянистый кустарник высотой 0,9–1,6 м с сердцевидными бархатистыми зубчатыми листьями до 6–15 см длиной и до 4–10 см шириной. Цветки колоколообразные жёлтые с пятью тёмными фиолетово-коричневыми пятнами и багрянисто-зелёной волосатой чашечкой. Плод — сферическая ягода 1,25-2 см диаметром, с гладкой глянцевой оранжево-жёлтой кожицей и сочной мякотью, содержащей многочисленные маленькие желтоватые семена. Созревшие плоды имеют сладкий вкус с приятным виноградным привкусом. Как и у других видов физалиса, плоды физалиса перуанского заключены в жёсткую шелушистую несъедобную оболочку-чехол, образованную из сросшихся чашелистиков.

## Распространение
Родина физалиса перуанского — горные районы Колумбии, Перу и Чили. В настоящее время интродуцирован и культивируется в Южной Африке, некоторых районах Центральной Африки, в центральной Азии, Австралии, Индии, Китае, Малайзии, Белоруссии, в Крыму и на Филиппинах. Выращивается в степных районах Алтая в виде кустарника высотой около 40 см и диаметром плодов до 1,5 см; длина[чего?] до 6—15 см, а ширина 4—10 см.

## Использование

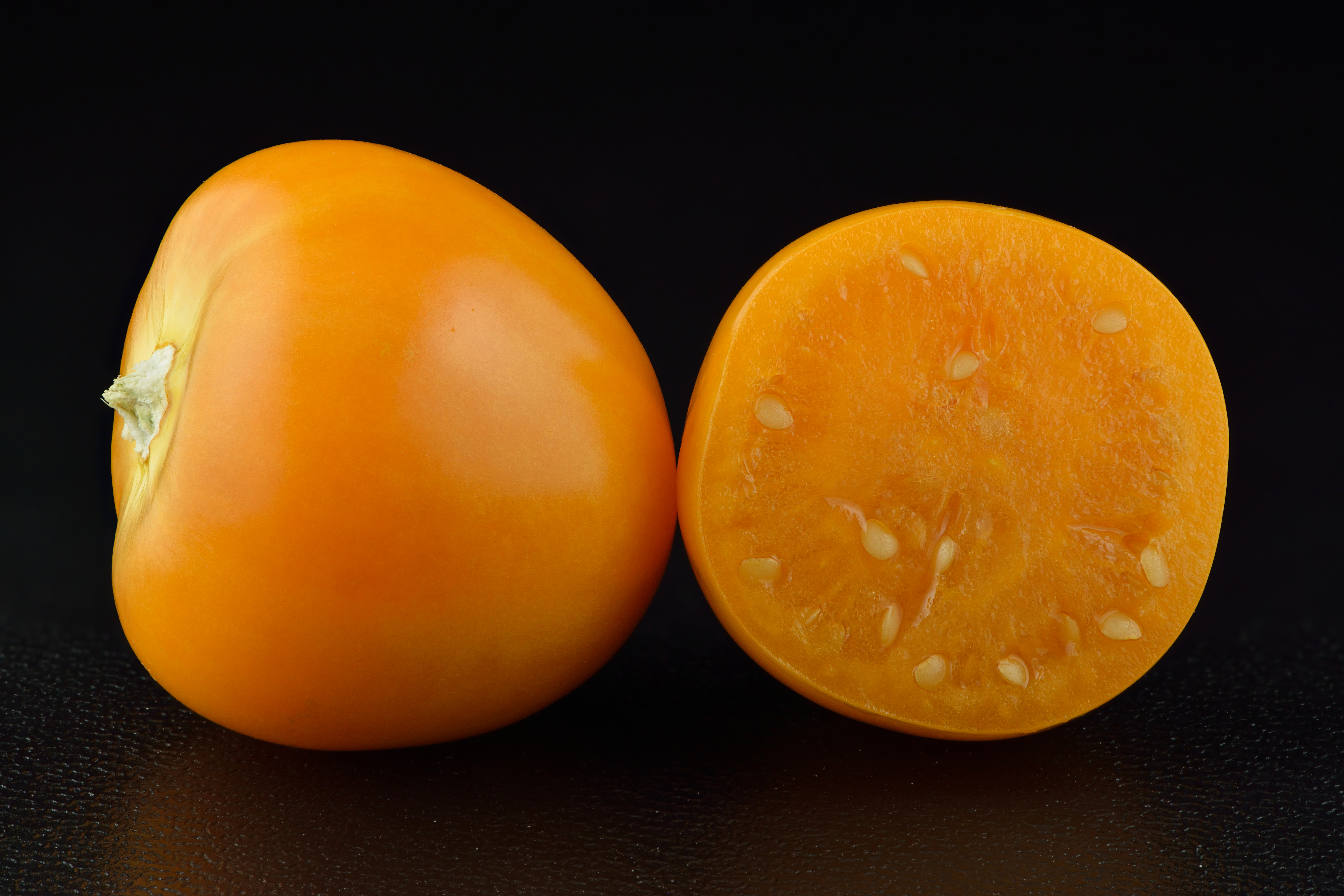
Плоды

Созревшие плоды физалиса перуанского съедобны в свежем виде. Их используют для приготовления джемов, пудингов, фруктовых салатов и коктейлей. В Колумбии отвар листьев используется как мочегонное и противоастматическое средство. Незрелые плоды ядовиты.